# Leroy Jethro Gibbs
Leroy Jethro Gibbs es un personaje ficticio de la serie de televisión NCIS, interpretado por Mark Harmon. Es un ex francotirador del Cuerpo de Marines de los Estados Unidos convertido en agente especial que comanda un equipo para el Servicio de Investigación Criminal Naval. Gibbs es el mejor tirador del equipo y el más hábil en el manejo de enfrentamientos violentos; depende en gran medida de sus otros agentes para realizar análisis forenses técnicos y verificaciones de antecedentes. Es paciente pero firme con su equipo y tiene poca paciencia para la burocracia; él comanda la mayoría de los otros personajes principales, incluidos su personal actual Timothy McGee, Ellie Bishop, Nick Torres y Jacqueline Sloane, y el personal anterior: Caitlin Todd (asesinada en el cumplimiento del deber), Anthony DiNozzo (abandona el equipo para cuidar a su hija recién encontrada), Ziva David (presuntamente asesinada después de dejar NCIS; más tarde se revela que se había ocultado), Alexandra Quinn (se fue a cuidar a su madre enferma) y Clayton Reeves (asesinado en defensa de Abby Sciuto). Leroy Jethro Gibbs nació en 1954 como se confirmó en el episodio «Date with Destiny», en el que visita la tumba de Shannon y la fecha se muestra en la lápida.

## Desarrollo y casting
El creador de la serie, Donald P. Bellisario, inicialmente no pensó que Mark Harmon encajaría en el papel de Gibbs, un «tipo endeble con un fuerte sentido de honor y respeto por los militares», pero cambió de opinión después de ver una cinta de la representación de Harmon de un agente del servicio secreto en el ala oeste. El coproductor ejecutivo Charles Floyd Johnson recuerda: «Todos vimos ese trabajo. Y todos dijeron: "Él es Gibbs"». Harmon fue elegido en 2003, y Bellisario explicó: «Dije, "Dios mío, él es Gibbs". Había madurado. Es guapo de una manera totalmente diferente de lo que era cuando era joven». En otro momento, dijo: «Soy muy afortunado de tener a Mark Harmon como líder. No tienes idea. Este elenco es oro. Mark Harmon es un hombre de América Central, incluso si fue criado en el sur de California. Sus valores son exactamente iguales que los míos».
Harmon dijo de su personaje: «Me atrajeron [sus] defectos. Tiene un mal gusto en las mujeres. Es adicto al café».
Gibbs fue descrito inicialmente como «no muy alejado» de personajes como el Dr. Robert «Bobby» Caldwell y el Dr. Jack McNeil, ambos papeles anteriores de Harmon. En uno de los primeros episodios, Gibbs «golpeó juguetonamente a Dinozzo en la parte posterior de la cabeza», lo que resultó en el característico golpe en la cabeza que luego apareció en muchos episodios a lo largo de las temporadas.
En años posteriores, se le describe como más estoico, y Bellisario afirma: «Pensé que lo mejor que podía hacer era darle un mínimo de diálogo». No fue sino hasta la tercera temporada que se reveló la historia de fondo que rodeaba el asesinato de su primera esposa e hija. Sus relaciones con sus compañeros de trabajo se desarrollaron, convirtiéndose en una especie de figura paterna para la agente especial Ziva David y la especialista forense Abby Sciuto.
Sean, el hijo mayor de Mark Harmon, apareció en NCIS retratando una versión más joven de Gibbs en flashbacks.

## Historia
Gibbs nació el 2 de mayo de 1954, y se mostró en el episodio «Heartland» que creció en Stillwater, Pennsylvania. La ciudad es real, y las escenas del episodio fueron inspiradas en la ciudad natal de Bellisario, Cokeburg. Su padre, Jackson Gibbs (interpretado por Ralph Waite), poseía y dirigía la tienda general de Stillwater. Lleva el nombre del amigo cercano y socio de su padre en la tienda, Leroy Jethro «L.J.» Moore, después de que trabajaron juntos en las minas de carbón (Winslow Mining Company). En «The Namesake» se revela que L.J., un veterano de la Segunda Guerra Mundial y Montford Point Marine, había influido en el Gibbs adolescente para unirse a los marines. Gibbs dejó Stillwater en 1976 para unirse al Cuerpo de Marines y no regresó por más de treinta años. En un flashback dentro del episodio, cuando era adolescente, Gibbs a menudo provocaba violencia con desafío a su padre, quien constantemente acudía en ayuda de Gibbs con un rifle Winchester. También era conocido en la zona como delincuente, como lo dijo el nuevo sheriff, uno de los otros delincuentes durante su adolescencia, y dijo: «Es curioso, nunca esperé encontrarte del mismo lado de la ley». Conoció a su primera esposa Shannon (retratada por Darby Stanchfield y Aviva Baumann) en Stillwater, que trabajaba en los grandes almacenes locales, hablando por primera vez mientras ambos esperaban un tren (Gibbs se iba a unir a los Marines). En esa primera reunión, Shannon mencionó que había pensado en crear un conjunto de reglas de vida para ella; Gibbs más tarde incorporó esta idea en su propia serie de alrededor de cincuenta reglas que ahora usa para su profesión (con las reglas de los años cuarenta y arriba supuestamente usadas para situaciones de emergencia). Gibbs es conocido por su primer nombre, Leroy, por la familia y las personas en su ciudad natal (así como por su exesposa Diane), mientras que en el trabajo es conocido como Gibbs, Jethro o simplemente «Jefe».
La madre de Gibbs, Ann, es presentada en «Life Before His Eyes», el episodio número doscientos. Era pelirroja, como todas las esposas de Gibbs. Mientras se moría de cáncer, se suicidó por sobredosis para que su familia no tuviera que verla sufrir.
Gibbs se enlistó en el Cuerpo de Marines en 1976 y fue suboficial de la policía militar en Camp Lejeune antes de convertirse en un Scout Sniper. Sirvió en turnos de servicio en Panamá (Operación Just Cause) y con el Primer batallón de Infantería de Marina en el Golfo Pérsico (Operación Tormenta del Desierto). En el episodio «Deliverance» de la  sexta temporada, se revela que también fue enviado a Colombia en una misión clasificada. No mucho después de regresar del Golfo, se retiró del Cuerpo de Marines con el rango de sargento de artillería y se unió al Servicio de Investigación Naval (como se llamaba entonces el Servicio de Investigación Criminal Naval) en agosto de 1991. Como agente novato, Gibbs fue asesorado por Mike Franks, y los dos se hicieron buenos amigos; Franks continuó llamándolo «Probie» incluso después de su retiro. Después de que Franks se retiró, Gibbs se levantó para convertirse en jefe de su propio Equipo de Respuesta a Casos Mayores. Antes del tiempo en que se establece el NCIS, se describió que Gibbs había viajado mucho en operaciones, particularmente en Europa del Este.
Gibbs es un tirador altamente calificado con su pistola SIG Sauer P228 utilizada por la agencia (que reemplaza con una pistola Colt M1911A1 calibre 45 en la decimoquinta temporada) y un rifle de francotirador. En el episodio estreno de la séptima temporada, «Truth or Consequences», mata a los terroristas que retienen a su equipo como rehenes desde una distancia excepcionalmente larga, y en «South by Southwest» supera a un sicario profesional en un helicóptero que se aproxima. Su conocimiento del Cuerpo de Marines y su entrenamiento como francotirador a menudo se usan, como se muestra en los episodios «Ravenous», «Vanished» y «Twenty Klicks» donde utiliza sus habilidades de rastreo y puntería para ayudar a la investigación y/o sacar al equipo de problemas.
Gibbs es un hombre privado de pocas palabras que revela poco o nada sobre su vida personal. Evita discutir su vida o su pasado antes de unirse al NCIS, especialmente a los agentes y compañeros de trabajo que están debajo de él, lo que lleva a los miembros de su equipo a especular constantemente sobre su vida privada. Además de su tendencia a usar jerga militar, rara vez menciona o habla extensamente sobre su tiempo en el Cuerpo de Marines, aunque a menudo otros oficiales de la Marina y de la Marina lo llaman «Gunny», ocasionalmente se pone una sudadera con capucha «USMC» o camiseta cuando está fuera de servicio y tiene una réplica de la icónica fotografía de la bandera izada en Iwo Jima, enmarcada y montada sobre la chimenea de su casa.
En el episodio de la cuarta temporada «Singled Out», McGee le pregunta a Gibbs cuanto tiempo ha sido un agente especial, a lo que Gibbs responde: «dieciséis años». Esto contradice la declaración de Gibbs en el episodio de la octava temporada de JAG «Ice Queen», cuando en respuesta a la pregunta de Harmon Rabb , «¿Cuánto tiempo llevas haciendo esto, Gibbs?», Gibbs responde: «diecinueve años».
Gibbs mantiene al personal de servicio de las fuerzas armadas en alta estima y a un nivel más alto. Se vuelve particularmente indignado cuando el culpable es alguien en una posición de confianza y autoridad, y ha reaccionado violentamente en varias ocasiones al detener a oficiales corruptos de alto rango que cometieron crímenes para obtener ganancias monetarias.

## Relaciones

### Matrimonios
Gibbs se ha casado cuatro veces y se divorció tres veces (su primera esposa fue asesinada).
- Shannon Fielding: En el episodio «Heartland», los flashbacks revelan que Gibbs conoció a su primera esposa, Shannon (representada en ese episodio por Aviva Baumann), mientras esperaba en la plataforma del tren Stillwater en 1976, donde ella le cuenta sobre sus reglas de por vida que inspiraría un conjunto similar de Gibbs que ahora enseña a sus agentes subordinados en NCIS. En «Hiatus (parte II)», se dijo que se habían casado en abril de 1982, y Kelly (Mary Mouser) nació en julio de 1984. No pudo estar en el nacimiento de Kelly cuando se desplegó.[25] Shannon, junto con su hija Kelly, de ocho años, fue asesinada por un traficante de drogas mexicano llamado Pedro Hernández en el último día oficial de la Operación Tormenta del Desierto. Gibbs era un miembro activo del Cuerpo de Marines en ese momento y todavía estaba en el extranjero cuando fueron asesinados. En «Hiatus (parte II)», el director Shepard le dice al Dr. Donald «Ducky» Mallard que Shannon había sido testigo del asesinato de un marine en Camp Pendleton, donde Gibbs se encontraba en ese momento. Shannon había identificado al asesino como el narcotraficante nacido en México Pedro Hernández. Posteriormente, Hernández disparó al agente del NIS que conducía a Shannon y Kelly en una minivan y el accidente posterior les quitó la vida. Gibbs tomó represalias buscando a Pedro y asesinándolo, dejando atrás una carcasa vacía como mensaje. Este secreto permaneció con él durante veinte años hasta que salió a la luz cuando Abby descubrió la verdad a través de una investigación forense.

- Diane Sterling (Melinda McGraw), fue la segunda esposa de Gibbs. Después de divorciarse de Gibbs, se casó con el agente especial senior del FBI Tobias Fornell (Joe Spano). Sin embargo, este matrimonio fue solo un poco más positivo que el anterior, y finalmente fracasó. Como lo hizo con Gibbs, Diane agotó la cuenta bancaria de Fornell cuando lo dejó. Fornell y Diane tienen una hija, Emily. En el episodio de la temporada 9 «Triángulo del Diablo», Gibbs le dice a Diane que le gustaba, que siempre le había gustado y que aún le gustaba. (Diane le dice que su matrimonio se vino abajo porque estaba enamorada de él, pero que no podía competir con Shannon.)[26] Diane luego es asesinada a tiros por el terrorista Sergei Mishnev (Alex Veadov) durante el episodio «Check» de la duodécima temporada.

- Rebecca Chase (Jeri Ryan), la tercera esposa de Gibbs, es presentada en la duodécima temporada. Ella y Gibbs se divorciaron porque Rebecca engañó a Gibbs y se revela en el episodio 11 de esa temporada que se casa con el hombre con el que engañó a Gibbs.

- Stephanie Flynn (Kathleen York), la esposa más reciente de Gibbs, también pelirroja,[27] vivió con él durante su servicio en Moscú, Rusia, durante aproximadamente un año. Según Gibbs, ella fue quien lo dejó. La razón de esto se reveló en el episodio de la tercera temporada «Mind Games», cuando Ducky notó que Gibbs se obsesionó tanto con atrapar al asesino en serie Kyle Boone que incitó el colapso de su matrimonio, que ocurrió en 1995, el año en que Gibbs capturó a Boone. También se dice en el episodio de la primera temporada, «Hung Out to Dry», que se emborrache y llame a Gibbs incesantemente el día de su antiguo aniversario de bodas, lo que hace que desactive agresivamente o incluso arruine sus teléfonos para dejarla fuera.

### Otras relaciones románticas
Después de la muerte de Shannon y Kelly y antes de casarse con su segunda esposa, se sugiere que Gibbs tuvo una aventura con una mujer llamada Rose Tamayo en Colombia. Estaba en una misión de interdicción de drogas clasificada como un francotirador Scout Marino, y fue herido durante la misión. En «Deliverance», el hijo de Rose, Tomas, se presenta como una persona de interés en un caso. El equipo de Gibbs sospechó que él era el padre del niño, pero Gibbs luego le revela a Tomas que Rose ya estaba embarazada cuando Gibbs llegó a su pueblo. Más tarde se reveló que el narcotraficante Gibbs fue enviado a asesinar al padre del niño.
Gibbs también tuvo una relación romántica pasada con la (ahora fallecida) directora de NCIS, Jenny Shepard, quien también era su compañera en ese momento. Jenny también era pelirroja. En la primera, segunda y tercera temporada, fue visto en compañía de una mujer pelirroja misteriosa (y nunca identificada). Según Bellisario, el propósito de «la misteriosa pelirroja» era «hacer que todos especulen».
En la cuarta temporada, tiene una relación estable y seria con el teniente coronel Hollis Mann (Susanna Thompson), agente del CID del Ejército, pero se revela que su relación terminó al comienzo de la quinta temporada.
En la séptima temporada, Gibbs conoce a la abogada Margaret Allison Hart (Rena Sofer), que trabajó para un viejo enemigo de Gibbs, el coronel Merton Bell. Aunque Gibbs y Hart se oponen entre sí en varios casos, también se sienten atraídos entre sí. Cuando se descubrió que Bell era responsable de la muerte de Lara Macy en relación con el asesinato de Pedro Hernández hace mucho tiempo, Hart le dio la espalda a Bell, mostrando su lealtad a Gibbs.
En la novena temporada, Gibbs comienza un romance con la Dra. Samantha Ryan (Jamie Lee Curtis), psicóloga del DOD PsyOps, que ha colaborado con su equipo en varios episodios.
El episodio de la decimosexta temporada «Hail and Farewell» reveló que Gibbs también estaba comprometida con una quinta mujer, Ellen Wallace, quien se cree que murió en los ataques del 11 de septiembre, pero fue asesinada la noche anterior; Gibbs rompió el compromiso unos dos meses antes de su muerte.

### Familia

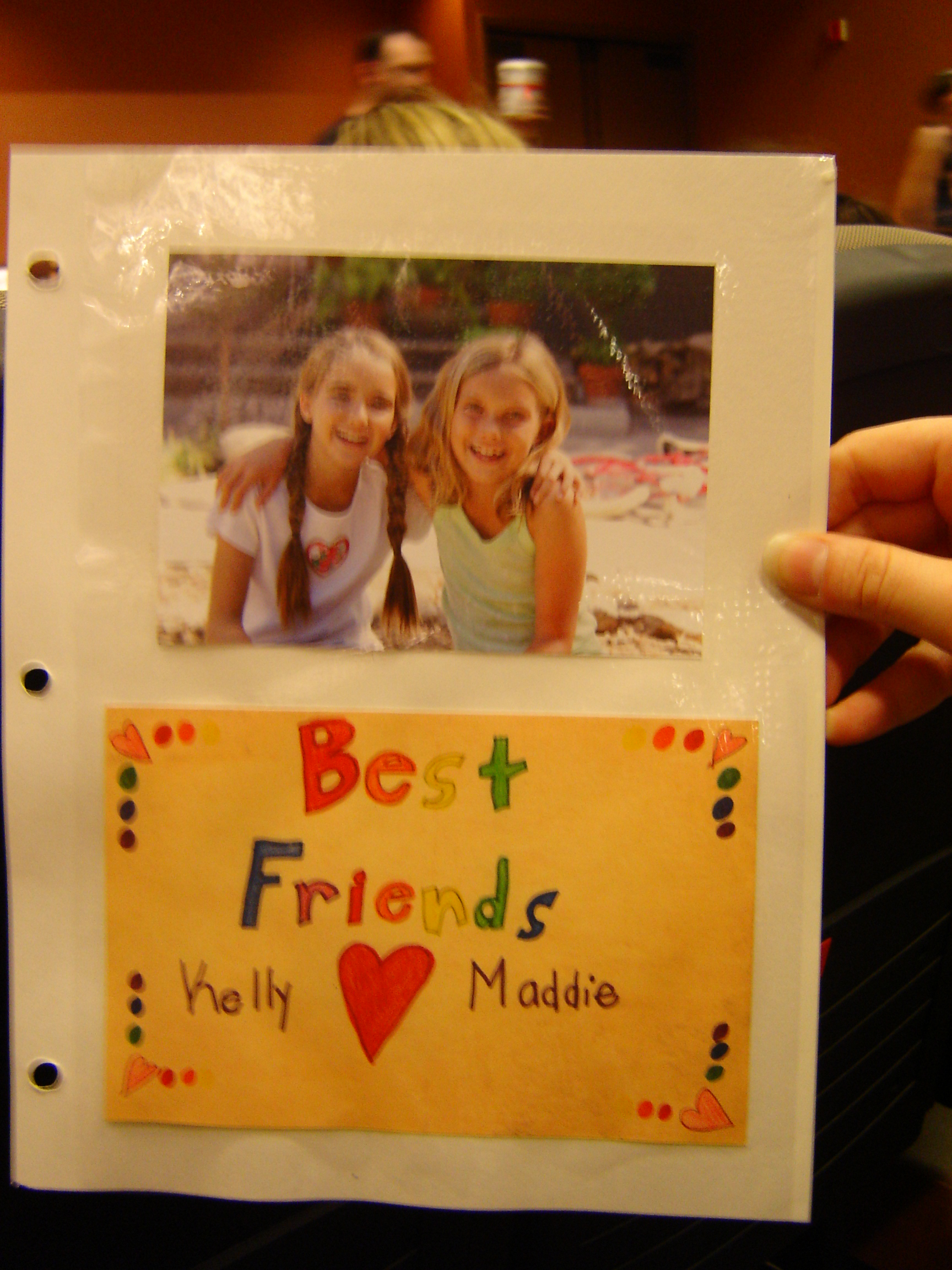
La hija de Gibbs, Kelly, y su mejor amiga, Maddie.

En el episodio «Heartland» de la sexta temporada, se revela la relación helada de Gibbs con su padre Jackson y la historia de fondo. Su padre rara vez había sido mencionado hasta ese momento y Jackson no sabía que Gibbs era un «jefe» hasta que Gibbs y su equipo visitaron Stillwater para investigar un caso. Al final del episodio, hacen las paces y los dos se han vuelto más cercanos desde entonces.
A través de una serie de episodios durante algunos años, queda claro que Gibbs mató a Pedro Hernández en venganza por la muerte de su esposa Shannon y su hija Kelly. En el episodio «Borderland», un conspirador desconocido manipula los eventos para que Abby termine investigando el asesinato como un caso sin resolver y encuentre pruebas irrefutables de que Gibbs es el responsable. Los hijos de Hernández, Paloma Reynosa, la jefa del cartel de drogas de Reynosa después de tomar el lugar de su cónyuge cuando fue asesinado, y Alejandro Rivera, un funcionario de alto rango del Departamento de Justicia de México, aparecen en el episodio «Spider and the Fly». En este episodio, Gibbs manipula a Alejandro Rivera para que mate a Paloma, y Alejandro es arrestado posteriormente. Poco después, el director Vance presenta el informe de Abby que demuestra que Gibbs mató a Hernández en la sala de pruebas del NCIS. Cuando Gibbs está bajo investigación en el final de la décima temporada «Damned If You Do», Vance recupera el informe y lo destruye, decidiendo enterrar permanentemente todo lo que conduce a la verdad para que Gibbs no sea encontrado y condenado por asesinato.

## Personalidad
Gibbs es retratado como un marine condecorado, un organizador consumado, disciplinado y exigente. Estos rasgos a menudo lo ponen en un punto muerto con otras autoridades cuando ejercen presión sobre su equipo. Es un agente sin sentido que muestra una urgencia continua sobre la investigación que realiza, específicamente cuando se le brinda información técnica sobre temas complejos. La respuesta típica a dicha información es «dámela en inglés», lo que obliga al experto a ir al grano y facilita la comprensión del público. Es un hecho bien conocido con sus agentes que no le gustan las referencias y términos ambiguos como «asumir» y «tal vez» cuando se discute un caso o se trata de pruebas. También muestra elementos de sarcasmo, particularmente en relación con alguien en su compañía que dice algo obvio. La típica respuesta sarcástica «¿Crees?» es su réplica preferida.
- Es conocido por comunicar su disgusto con una sola mirada o el «tratamiento silencioso». Una de sus técnicas de interrogación es sentarse y mirar al sospechoso durante veinte minutos o hasta que el sospechoso se doble bajo presión. La «mirada de acero de Gibbs puede enfriar una habitación cinco grados».[33] En contraste directo, cuando se enfurece, Gibbs a menudo golpea sus manos sobre la mesa de la sala de interrogatorios muy violentamente y golpea a un sospechoso con el estallido repentino.

- Es reconocido como uno de los «mejores interrogadores en la aplicación de la ley»[34] y, en ocasiones, agencias externas le han pedido que realice interrogatorios.[35]

- Gibbs tiene poca paciencia con la política y la burocracia que conlleva su trabajo, por lo que generalmente deja ese aspecto a su director, y prefiere estar en el campo trabajando con sus agentes. En «Trojan Horse», sirvió brevemente como director interino mientras Jenny Shepard estaba en París asistiendo a una conferencia de Interpol y mostró una intensa aversión por el papeleo que conlleva.

- Uno de los rasgos más notables de Gibbs es su instinto. Tony le explicó a Ziva que «el Jefe se mueve de manera misteriosa» cuando ella desafió el juicio de Gibbs en «Honor Code» (más adelante en el episodio, se demuestra que Gibbs tiene razón).[24]

- No tiene paciencia con el hardware de alta tecnología, como se ve en el episodio de la temporada 4 «Witch Hunt» cuando pisa un Roomba en pedazos para evitar que aspire evidencia en la escena del crimen. También es conocido por destruir muchos otros dispositivos electrónicos (especialmente teléfonos móviles) y su adhesión a un teléfono plegable mucho después del surgimiento del teléfono inteligente. También está muy implicado que obstruyó las actualizaciones tecnológicas de la oficina principal, como el cambio a monitores digitales y capacidades de video chat instantáneo más allá del centro de comunicaciones, lo que molestó profundamente al graduado del MIT McGee.

- En raras ocasiones, si el proceso judicial habitual es incapaz de llevar a un sospechoso ante la justicia, hará la vista gorda y permitirá que la «justicia callejera» siga su curso. Un ejemplo ocurre en el episodio «Iced» de la temporada 3, cuando un miembro de una pandilla callejera sospechoso de matar a tres de sus subordinados debe ser liberado por falta de pruebas. Gibbs lo deja en una esquina de la calle donde se encuentra con varios pandilleros enojados, que se enteraron de las circunstancias a través de una visita a la morgue del NCIS; Más tarde, el equipo ve un informe de noticias de televisión de que el sospechoso fue asesinado a tiros.

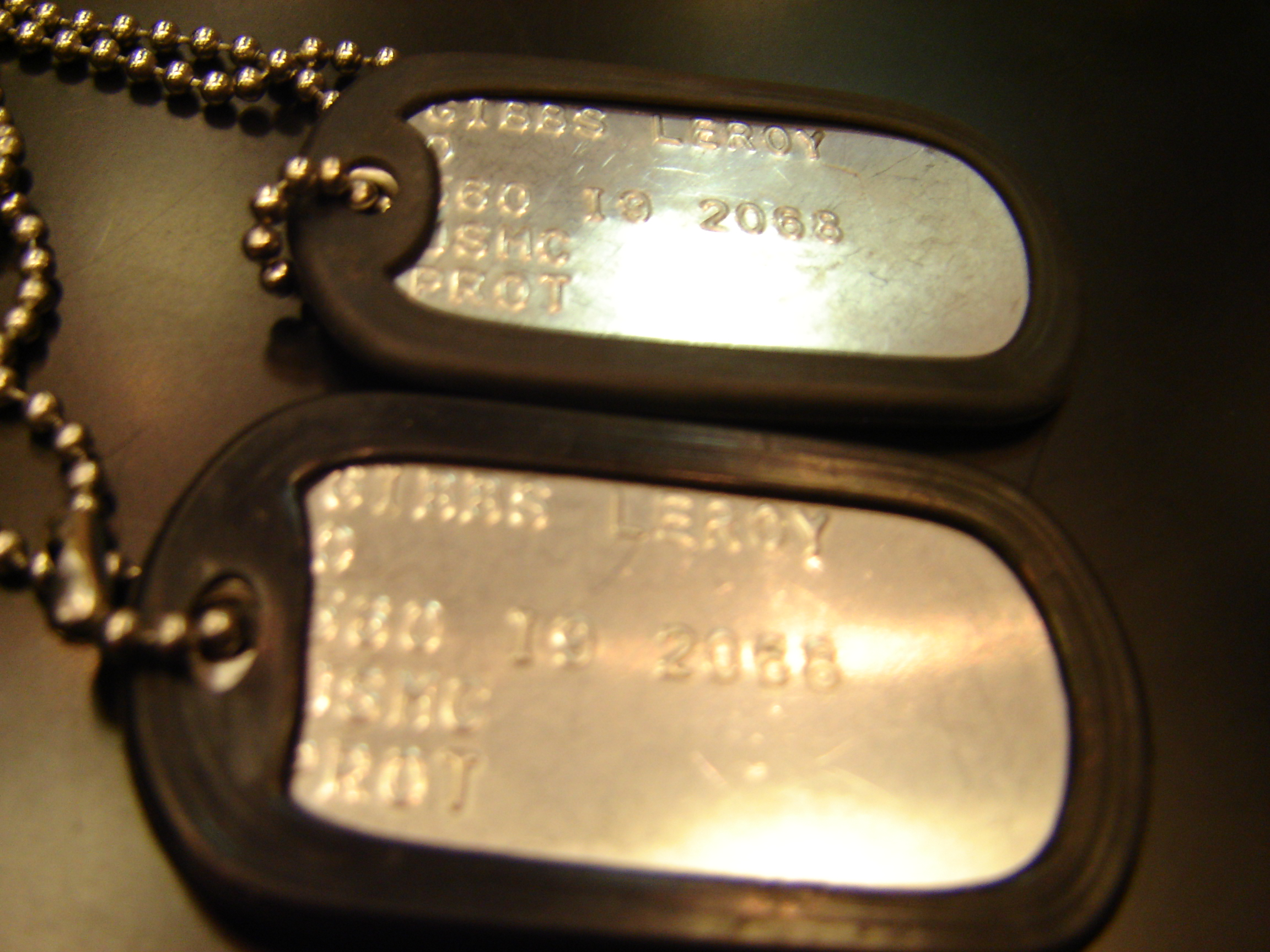
Placas de identificación de Gibbs

- Su pasatiempo es trabajar la madera. Se muestra que Gibbs tiene un velero con casco de madera en construcción en su sótano, que construye completamente a mano sin herramientas eléctricas. En el episodio «Tribus», le dice al agente del FBI Langer: «Lo terminé dos veces. Este es el número tres». Más tarde le dice a la directora de NCIS, Jenny Shepard, que está trabajando en su cuarto barco, y que nombró a uno de los barcos anteriores en honor a su esposa (entonces actual) cuando lo terminó, y luego lo quemó después de su divorcio. Los miembros del equipo y conocidos a menudo preguntan (sin explicación) sobre cómo se retiran los botes completos del sótano. A Gibbs también se le ha mostrado haciendo juguetes de madera con su padre durante la época navideña, reparando puertas y muebles, arreglando el techo de la casa de playa de Mike Franks y ofreciéndole construir una bañera de hidromasaje de teca.

- Una de las «marcas registradas» de Gibbs es que a menudo golpeará a los miembros de su equipo en la parte posterior de la cabeza cuando esté disgustado con su desempeño o, si se desvían de otro tema, para que se concentren nuevamente en el caso. DiNozzo suele ser el destinatario, debido a su comportamiento extravagante y comentarios ofensivos. A veces, su equipo copiará el golpe y la aplicará a los otros miembros de su equipo, pero por temor a los daños corporales, nunca golpearán a Gibbs. En «Hiatus» de Season se muestra que Mike Franks le otorgó el hábito a Gibbs de la misma manera. Las únicas personas que Gibbs no abofetea en su círculo de trabajo son sus directores y otros funcionarios que lo superan, Abby, a quien ve como una hija, y Ducky, su respetada amiga desde hace mucho tiempo.

- Otra de las peculiaridades de Gibbs es su tendencia a detener el ascensor del edificio entre pisos si necesita mantener una conversación breve, urgente y privada con alguien. Lo hace con mayor frecuencia con sus agentes, y ocasionalmente con sus superiores u otro personal de las fuerzas del orden. También lo usó en varios episodios para conversaciones con el agente del FBI Fornell, y Fornell bromeó diciendo que era su sala de conferencias favorita. En la historia de dos partes de la temporada 13 «Sister City», Dwayne Pride afirma que este fue realmente su truco que él concibió y Gibbs robó, y los dos están en desacuerdo sobre quién lo inició.

- En el episodio «Faking It», se revela que Gibbs habla ruso con fluidez, y al menos habla un poco de japonés y chino («Call of Silence» y «My Other Left Foot», respectivamente). También firma el lenguaje de señas americano, que aparece en muchos episodios en conversaciones con la científica forense Abby Sciuto, cuyos padres son sordos.[36]

- Gibbs sigue una serie de al menos 51 reglas, que parece haber memorizado, que se aplican a situaciones de la vida y casos. Estos incluyen «nunca ir a ningún lado sin un cuchillo». Se sabe que su equipo los cita de memoria después de aprenderlos por ósmosis al trabajar a su alrededor. No había evidencia de que las reglas existieran por escrito antes de la Temporada 16 («She»), cuando Gibbs abrió una pequeña caja de metal con cada una escrita en un trozo de papel y quemó el trozo con «10: Nunca se involucre personalmente en un caso». Más tarde esa temporada («Perennial»), dice que una vez que se ha librado de una regla, la regla se ha ido para siempre.

- Gibbs quiere información útil lo más rápido posible y bajo el supuesto de que su equipo ya ha hecho todo el trabajo preliminar necesario por adelantado; cuando esto no es así, pierden la cara con él muy rápidamente. Gibbs también es notablemente hostil hacia la charla ociosa sin un propósito, y las cosas que pasan por su cabeza como el technobabble y la jerga médica, queriendo que las conversaciones sean breves y decisivas. Además, Gibbs prefiere evitar conversaciones profundas y le dirá a las personas si lo están incomodando.

- Tiene el hábito constante de acercarse sigilosamente a los miembros de su equipo y participar en sus conversaciones sin previo aviso, generalmente cuando les dice que agarren su equipo antes de salir a investigar un crimen. Más tarde se reveló en la temporada 13 que el tragaluz sobre la oficina principal del edificio del NCIS reverbera cuando la gente habla y Gibbs puede escuchar ecos de lo que dicen entrando en la habitación y escuchando a escondidas.

- Gibbs es un bebedor de café habitual. Cuando se derrama su café o alguien más lo toma y/o bebe sin saberlo (esto también se traduce en comida robada que es suya), casi siempre hace que su temperamento se agite, y exigirá uno nuevo; al menos una vez, sin embargo, lo ha hecho simplemente para molestar a alguien, en particular a McGee cuando era un nuevo miembro del equipo. Incluso considera que el café es equivalente al desayuno, como se vio cuando le ofrecieron una selección de comida de un comensal, Abby le pidió que al menos tomara algo antes de irse, y Gibbs simplemente agarró la taza de café.

- Hasta mediados de la temporada 13, Gibbs ha abandonado más o menos la habitación de arriba de su casa en favor de dormir en el sofá de abajo, ya que no tiene la prerrogativa de mantener sus hábitos domésticos atractivos viviendo solo, especialmente sin una pareja romántica. del tiempo de apaciguar. Esto se puede atribuir al hecho de que ha dormido en el dormitorio principal en compañía de varias mujeres que ya no forman parte de sus vidas, provocando malos recuerdos. El dormitorio ahora sirve como una tienda de sus recuerdos y un lugar adicional para aquellos que considera invitados especiales para dormir. Esto cambia en el episodio «Scope» de la temporada 13 cuando Gibbs comienza a dormir en su habitación nuevamente, dejando ir lentamente sus malos recuerdos.

- No tolera la sumisión. Cuando alguien en su equipo permite que otra persona los manipule, Gibbs lo toma personalmente como una afrenta a su ética de trabajo. Gibbs tampoco se disculpa por naturaleza, ya que considera que disculparse es un signo de debilidad cuando se hace con miedo a la luz de la intimidación, y sugiere a los miembros de su equipo que deben abstenerse de hacerlo; una disculpa sincera dada cuando alguien está angustiado o tiene razones significativas para disculparse es aceptable.

- Gibbs ha tenido un fuerte disgusto por ser recompensado por sus servicios en el ejército porque tiene un profundo sentimiento de arrepentimiento asociado a su carrera y prefiere ser elogiado en privado. Gran parte tiene que ver con la muerte de Shannon y Kelly. Además, Gibbs se hace responsable del distanciamiento con su ex suegra al quitarle a su hija y nieta, debido a que su ausencia los deja vulnerables e indirectamente causando su asesinato. Esto dejó a su suegra con tanta pena que condujo a la disolución de su propio matrimonio. Finalmente, encontró la paz con la mayoría de sus arrepentimientos en el episodio 200 de la serie «Life Before His Eyes», donde Gibbs se enteró de que incluso si él había estado presente en sus vidas y por lo tanto evitó la secuencia de eventos que terminaron en su muerte.

- El atuendo característico de Gibbs es una chaqueta de traje y pantalones combinados con una camiseta blanca y una camisa polo. En algunos episodios, usa una camisa de vestir en lugar de una camisa de polo; Este cambio se hizo permanente desde la temporada 13 en adelante. En la temporada 15, parece estar alternando entre ambas miradas; usar una camisa de vestir algunos días y polos otros días. Gibbs también se destaca por su cabello recortado muy apretado a los lados, una referencia a que él era un ex marine.

## Condecoraciones militares
Al final del episodio «Murder 2.0», Gibbs fue galardonado con su séptimo Premio al Servicio Civil Meritorio de la Marina, pero al igual que las otras seis veces, no asistió a la ceremonia de premiación y Tony acepta la medalla en su nombre. Cuando Gibbs no muestra interés en él, Tony lo encierra en una caja que contiene varios casos de presentación similares, todos los cuales fueron otorgados a Gibbs. Se revela que una de estas medallas fue una Estrella de Plata, que Gibbs otorga al cabo Damon Werth en el episodio «Corporal Punishment». Se revela en el episodio «Hiatus (Part 1)» que Gibbs recibió el Corazón Púrpura después de ser herido en la Operación Tormenta del Desierto durante la Guerra del Golfo y como resultado estuvo en coma durante diecinueve días.
Gibbs se mostró usando los siguientes premios y decoraciones en los episodios «One Shot, One Kill» y «Honor Code».

## Recepción
La recepción temprana fue principalmente positiva. Durante la primera temporada de NCIS en el aire, Ross Warneke escribió sobre Gibbs: «Todavía está haciendo una mueca por tres matrimonios fallidos y es un poco renegado dentro del servicio». Además, llamó a la actuación de Mark Harmon «convincente» y agregó que el personaje «tiene un corazón de oro». Dos años más tarde, en noviembre de 2005, Noel Holston, del Sun-Sentinel, dijo: «El agente especial de NCIS, Jethro Gibbs, es uno de esos muchachos de tipo duro y de centro blando que a Bellisario le encanta escribir, un claro líder pensante y decisivo en cuya manía sus subordinados disfrutan de un placer casi masoquista».
William Bradly de The Huffington Post escribió un artículo de opinión en 2011 en respuesta a que NCIS fue votado como el programa de televisión favorito de Estados Unidos en el que comentó: «Gibbs es un duro, pero un muy duro, que generalmente tiene todas las respuestas, gracias a su bien refinado "intestino". Y cuando no lo hace, los extravagantes nerds de la ciencia están ahí para ayudarlo de una manera tranquilizadora y civilizada». En 2012, Kyle Smith del New York Post elogió el respeto del programa por los militares y la interpretación de Harmon de un marine.
Un crítico escribió un largo análisis:

Nunca, he visto un programa que represente una descripción tan precisa del liderazgo. El agente Jethro Gibbs es un líder muy intimidante; a sus agentes y a sus sospechosos. Nadie quiere meterse con Gibbs, y eso no es una sorpresa. Es increíblemente fuerte emocionalmente y una persona muy amorosa con su familia. Sus principales cualidades son el liderazgo y la valentía. Gibbs también es muy impaciente y se enoja fácilmente, lo que no le sirve bien en sus relaciones.

El liderazgo es la mejor calidad de Gibbs. En el exterior, es duro como las uñas, aparentemente imposible de romper. Por dentro, es una persona compasiva, que apoya mucho a sus amigos y familiares.

En 2011, June Thomas, de la revista Slate , escribió: «El líder del equipo Gibbs (Mark Harmon) es un estoico sorbiendo café, un ex marine a menudo exasperado por sus subordinados a veces tontos». También habló sobre el programa y el atractivo de sus personajes para los conservadores: «Son inteligentes, trabajadores y devotos... Gibbs es un hombre anticuado: fuerte y silencioso, un hábil carpintero que no cierra el frente puerta». Alyssa Rosenberg del Washington Monthly también sugirió que Gibbs, «un ex marine con una fe similar a Bush en su "instinto", apareció como una figura claramente conservadora en la serie, en contraste con los "suplentes liberales" McGee y Abby Sciuto».
En 2011, se informó que el papel había convertido a Mark Harmon en el cuarto actor más popular en la televisión de horario estelar. Varios otros miembros del elenco de NCIS también figuran entre los diez primeros, incluidos Pauley Perrette (Abby Sciuto), Cote de Pablo (Ziva David), David McCallum (Ducky Mallard) y Michael Weatherly (Anthony DiNozzo).